# Wzmocnienie negatywne
Wzmocnienie negatywne – w warunkowaniu oznacza sytuację w której po bodźcu warunkowym nie pojawia się stosowane dotychczas wzmocnienie pozytywne zwane po prostu wzmocnieniem.  Najczęściej służy do wytworzenia odruchu negatywnego, powstrzymującego zwierzę od reakcji na wcześniej utrwalony bodziec warunkowy. Wzmocnienie negatywne bywa stosowane w procesie wygaszania dla porównania jego właściwości z warunkowaniem albo w procesie różnicowania. W środowisku naturalnym warunkowanie negatywne pozwala zwierzęciu uczyć się metodą prób i błędów i zmniejszać stopień generalizacji elementów otoczenia.
Osobna nazwa dla sytuacji gdy nie stosuje się wzmocnienia (stosuje się wzmocnienie negatywne) podkreśla odmienność warunków eksperymentu a równocześnie ułatwia i upraszcza opis przez usunięcie sformułowań typu: nie dmuchano psu w ucho, automat nie wrzucił porcji pokarmu do miseczki, itd. Te szczegóły wynikają z opisu pozytywnego (dodatniego) warunkowania wstępnego.
Określenie warunkowanie negatywne nie mówi nic na temat charakteru wcześniej stosowanego wzmocnienia. Charakter ten jednak jest istotny dla uzyskanych wyników i ma wpływ na zachowanie organizmu poddawanego eksperymentowi. W przypadku stosowanego wcześniej wzmocnienia o charakterze przyjemnym np. podawania pokarmu, przy zastosowaniu wzmocnienia negatywnego po kilku próbach zwierzę przestaje reagować i obojętnieje.
Jeśli jednak stosowane wcześniej wzmocnienie miało charakter nieprzyjemny (np. dmuchanie w ucho, szok prądowy) wykształcona pierwotnie reakcja nie ma tendencji zanikania, utrzymuje się stale i będzie wykonywana praktycznie zawsze.
Zapala się lampka, jakiś mechanizm unosi psu łapę po czym następuje dmuchnięcie mu w ucho (jako wzmocnienie o charakterze nieprzyjemnym). Po kilku takich operacjach, zwierzę czynnie przeciwstawia się zgięciu łapy, napinając mięśnie prostowniki. Stosując w powyższym eksperymencie wzmocnienie negatywne, czyli zaprzestając dmuchania psu  w ucho, uzyskamy wyprost kończyny po każdym zapaleniu się lampki.
Ten eksperyment ponadto pokazuje, że brak widocznej reakcji (tu: zgięcia łapy), jest w rzeczywistości efektem innej reakcji przeciwstawnej, związanej z procesem hamowania fizycznego (napięcie odpowiednich mięśni) lub psychicznego (wolicjonalnego – "nie zrobię tego").
Zgodnie z definicją zawartą w Psychologii pierwszą z opisanych sytuacji należy interpretować jako karę, bowiem obserwujemy spadek liczby wykonywanych przez zwierzę reakcji. W drugim przypadku mamy zaś do czynienia z nagrodą, gdyż reakcja stale jest powtarzana.

## Literatura
- Jerzy Konorski, Integracyjna działalność mózgu, Warszawa 1969